# Wolfgang Dombrowski
Wolfgang Dombrowski (* 28. Januar 1933 in Danzig) ist ein ehemaliger deutscher Berufsoffizier, zuletzt Generalmajor der Nationalen Volksarmee der DDR.

## Leben
Dombrowski wurde in der Freien Stadt Danzig als Sohn eines Schlossers geboren. Nach dem Zweiten Weltkrieg ließ sich Dombrowski in der Sowjetischen Besatzungszone nieder. Nach der Erlangung der Mittleren Reife war Dombrowski von 1947 bis 1949 als Waldarbeiter tätig. Ende 1949 trat er in den Dienst der bewaffneten Organe der DDR ein. Von 1949 bis 1951 war Dombrowski in der Volkspolizei-Bereitschaft Pinnow eingesetzt. Weiterhin war er Schüler an der Politschule Treptow. 1952 trat er der SED bei. Von 1952 bis 1955 war Dombrowski Lehrer an der Politschule Treptow. Anschließend ging er in die Sowjetunion, wo er von 1955 bis 1959 die Militärpolitische Akademie der UdSSR besuchte. Anschließend folgten diverse Verwendungen als Propagandist in verschiedenen Militäreinheiten. Von 1971 bis 1973 absolvierte Dombrowski eine Ausbildung an der Generalstabsakademie der Sowjetunion. Ab 1973 war er stellvertretender Chef der politischen Verwaltung für Agitation und Propaganda. 1977 erfolgte die Beförderung zum Generalmajor. 1990 war Dombrowski kurzzeitig Stadtkommandant von Ost-Berlin. Er wurde nicht in die Bundeswehr übernommen und schied am 30. September 1990 aus dem Dienst aus.

### Auszeichnungen
- Vaterländischer Verdienstorden in Silber
- Kampforden für Verdienste um Volk und Vaterland in Gold